# Bara (Svezia)
Bara è un'area urbana della Svezia situata nel comune di Svedala, contea di Scania.
La popolazione rilevata nel censimento 2010 era di 3 444 abitanti .